# 蒙卡夫雷勒
蒙卡夫雷勒（法語：Montcavrel，法語發音：[mɔ̃kavʁɛl]）是法国上法蘭西大區加来海峡省的一个市镇，属于蒙特勒伊区。

## 地理
蒙卡夫雷勒（50°30'56"N, 1°48'37"E）面积9.56 平方千米，位于法国上法蘭西大區加来海峡省，该省份为法国北部沿海省份，西北濒北海，南至索姆省，东临北部省。
与蒙卡夫雷勒接壤的市镇（或旧市镇、城区）包括：伯桑、艾克斯昂伊萨尔、阿莱特、埃斯特雷、埃斯特雷勒、安克桑、库尔斯河畔雷克。

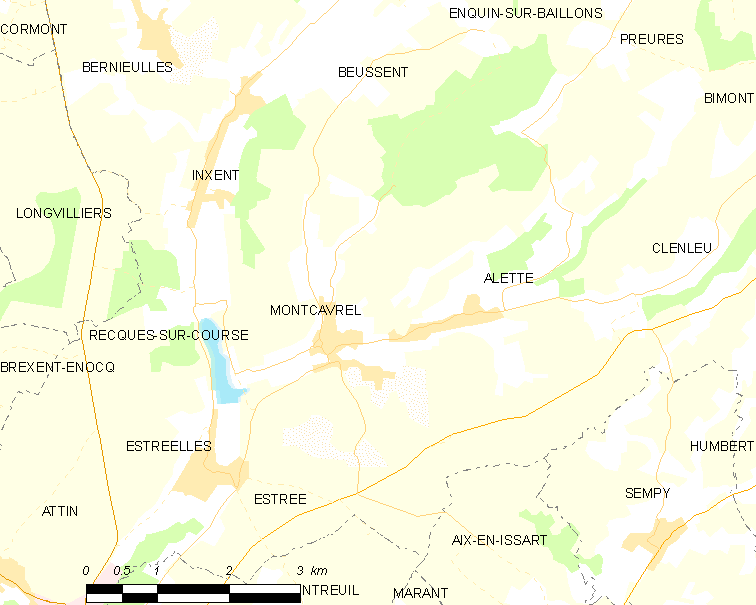
蒙卡夫雷勒的OSM定位图

蒙卡夫雷勒的时区为UTC+01:00、UTC+02:00（夏令时）。

## 行政
蒙卡夫雷勒的邮政编码为62170，INSEE市镇编码为62585。

## 政治
蒙卡夫雷勒所属的省级选区为贝尔克县。

## 人口

1962-2008年间蒙卡夫雷勒人口变化图示

蒙卡夫雷勒于2022年1月1日时的人口数量为389人。